# Keyserlingk (Adelsgeschlecht)

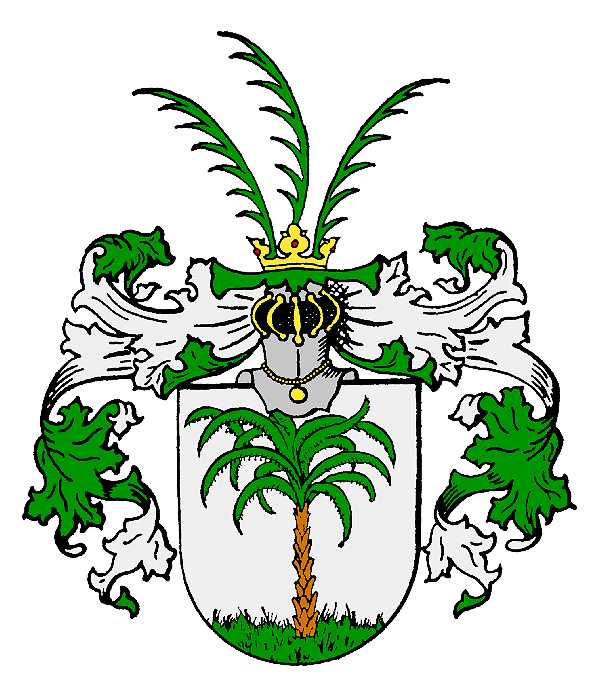
Stammwappen derer von Keyserlingk

Keyserlingk (auch Keyserling, Keiserling, Keserling o. ä.) ist der Name eines alten westfälischen Adelsgeschlechts, das mit dem Ratsherren Hermann Keselinch am 16. November 1300 in Bielefeld erstmals urkundlich erscheint.

## Geschichte
Die direkte Stammreihe beginnt mit dem Bürgermeister in Herford Albert Keserlink, urkundlich 1443–1467.
Im Jahr 1492 kämpfte dessen Sohn Hermann von Keyserlingk in Livland für den Deutschen Orden, wofür ihn Wolter von Plettenberg mit Gütern in Kurland belehnte. Von seinen im preußischen, russischen und sächsischen Staatsdienst erfolgreichen Nachkommen erlangten vier im 18. Jahrhundert die Grafenwürde. Von diesen vier gräflichen Linien bestehen noch zwei, daneben gibt es noch eine freiherrliche Linie.
Johann Gebhard von Keyserlingk war preußischer Minister und wurde 1744 durch Friedrich II. in den preußischen Adelsstand erhoben. Die Familie Keyserlingk gewährte Immanuel Kant eine Anstellung auf ihrem Schloss Waldburg-Capustigall und verschaffte ihm Zugang zur höheren Gesellschaft Ostpreußens. Am 25. April 1744 (I. Linie) und am 8. Februar 1777 (II. Linie) erhielt die Familie preußischen Grafenstand.
Nach 1945 mussten sämtliche Güter im Baltikum und in Ostpreußen verlassen werden, seitdem sind die ungefähr 180 lebenden von Keyserlingks auf der ganzen Welt verstreut, hauptsächlich in Deutschland, USA, Kanada und Australien.

## Wappen
Das Stammwappen zeigt in Silber auf grünem Boden einen natürlichen Palmbaum. Auf dem Helm mit grün-silbernen Decken stehen drei Palmzweige.

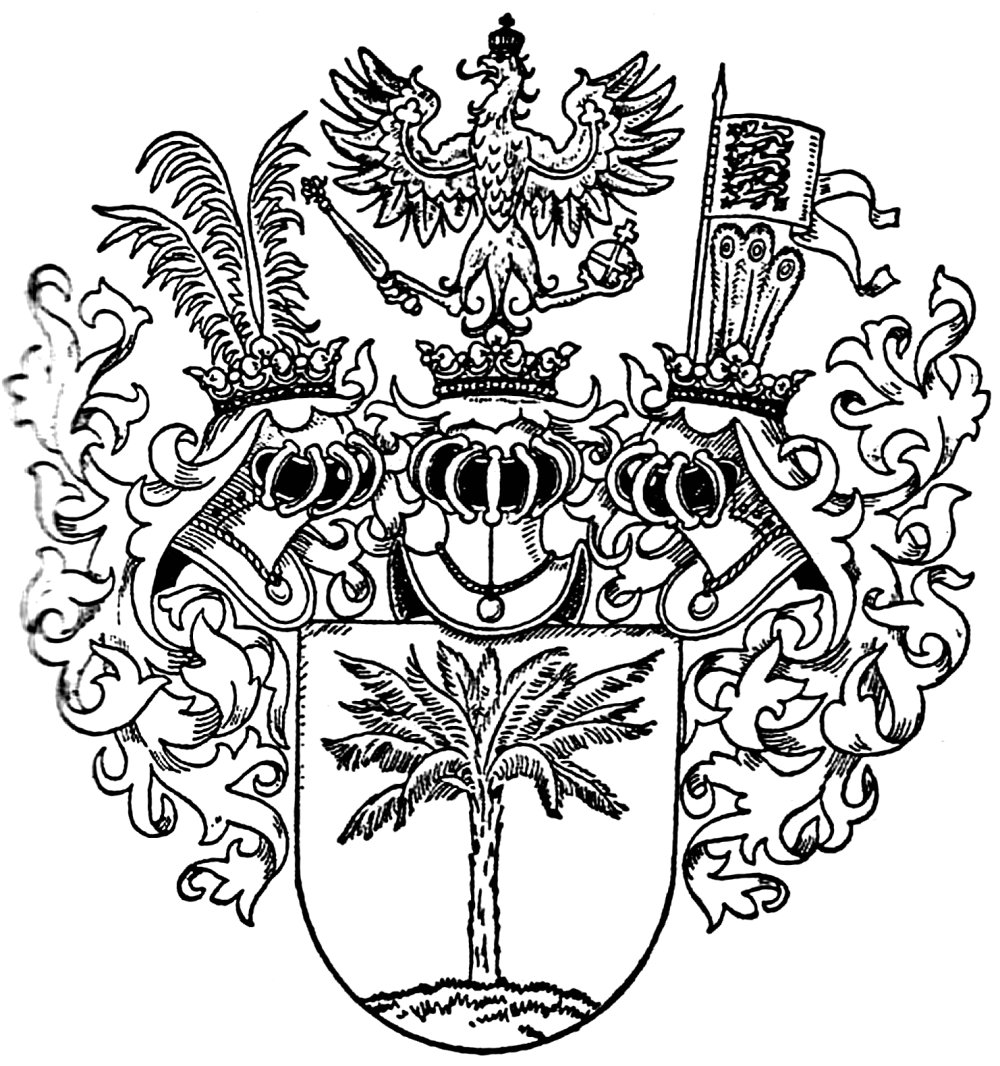
Wappen der Grafen von Keyserlingk
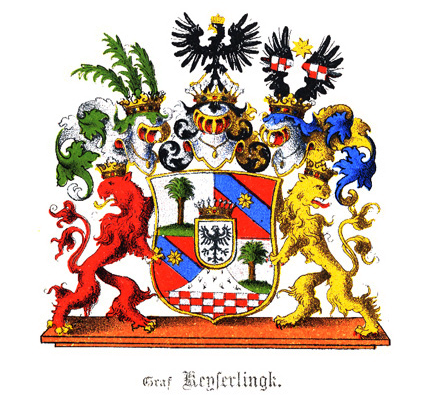
Gemehrtes Wappen der Grafen von Keyserlingk mit Schildhaltern
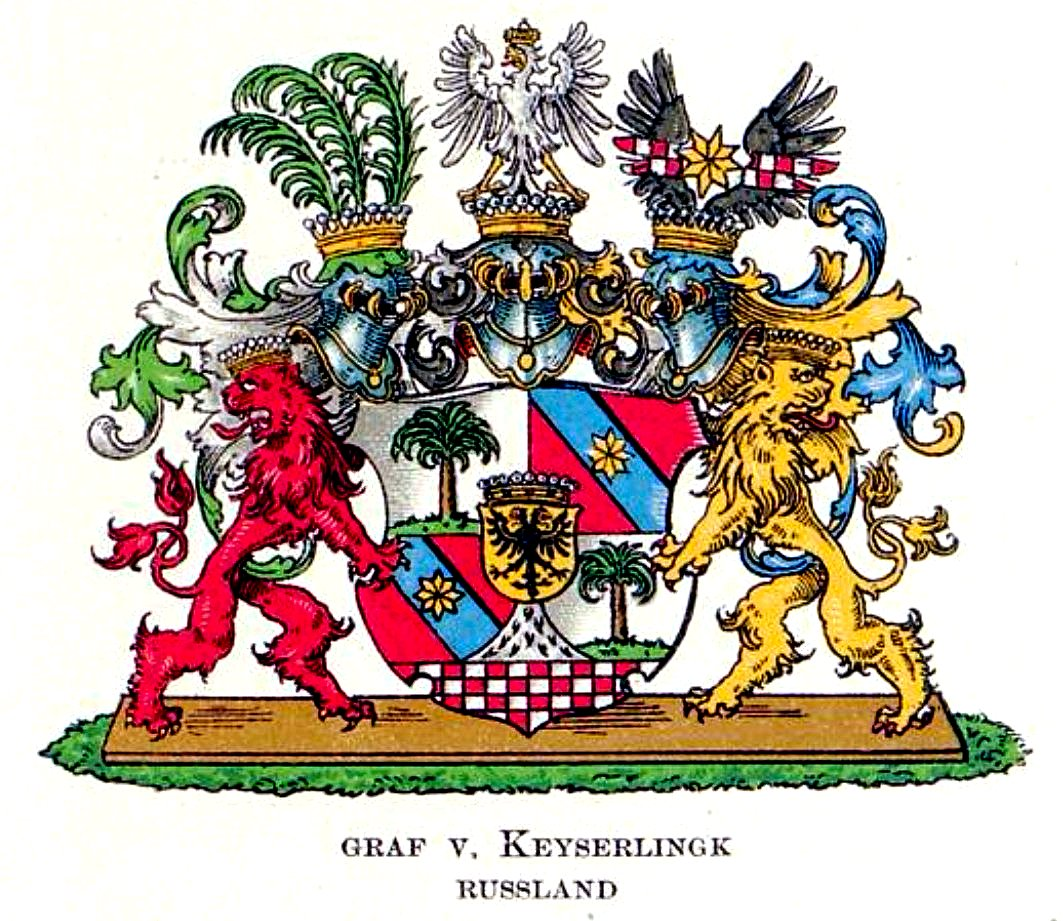
Wappen der Grafen von Keyserlingk Russland im Wappenbuch des Westfälischen Adels

## Bekannte Personen
- Adalbert Graf von Keyserlingk (1905–1993), Arzt, Landwirt, Autor und Forscher
- Alexander Graf Keyserling (1815–1891), deutsch-baltischer Naturforscher
- Alfred Graf von Keyserlingk (* 1943), Präsident des Arbeitsgerichts Dresden und Richter am Verfassungsgerichtshof des Freistaates Sachsen (1992–2008), Vizepräsident des Sächsischen Verfassungsgerichtshofes (2007–2008), Richter am obersten Gericht des Kosovo (2011–2013)
- Alfred Freiherr von Keyserlingk (1869–1934), Dipl.-Bergingenieur
- Anna Gräfin Keyserlingk (* 2003), deutsche Leichtathletin (Dreisprung)
- Archibald Graf von Keyserling (1882–1951), Admiral der lettischen Marine
- Arnold Keyserling (1922–2005), deutscher Philosoph und Religionswissenschaftler
- Carl Wilhelm Graf von Keyserlingk (1869–1928), Gutsbesitzer in Schlesien und Förderer von Rudolf Steiner
- Caroline von Keyserling (1727–1791), Künstlerin und Gesellschaftsdame
- Diedrich von Keyserling (1713–1793), kurländischer Kanzler und General
- Dietrich von Keyserlingk (1698–1745), Vertrauter Friedrichs II.
- Eduard von Keyserling (1855–1918), deutscher Schriftsteller des Impressionismus
- Eleonore von Keyserlingk (1720–1755), Ehrendame der preußischen Königin Elisabeth Christine
- Ernst von Keyserlingk (1743–1821), preußischer Oberst
- Eugen von Keyserling (1832–1889), deutsch-baltischer Arachnologe
- Heinrich Graf von Keyserlingk (1861–1941), Generallandschaftsdirektor von Westpreußen und Mitglied des Preußischen Herrenhauses
- Heinrich von Keyserlingk-Rautenburg (1831–1874), deutscher Diplomat
- Hermann Graf Keyserling (1880–1946), deutscher Philosoph
- Hermann von Keyserlingk (um 1492), Ritter des Deutschen Ordens im Livland
- Hermann von Keyserlingk (1812–1880), kurländischer Gutsbesitzer und Landesbeamter
- Hermann Carl von Keyserlingk (1696–1764), Diplomat und Förderer Johann Sebastian Bachs
- Johann Heinrich von Keyserlingk (1680–1734), kurländischer Landmarschall und Kanzler
- Linde von Keyserlingk (1932–2020), deutsche Familientherapeutin und Autorin
- Margarete Gräfin Keyserlingk (1879–1958), deutsche Frauenrechtlerin.
- Reichsgraf Otto von Keyserlingk zu Rautenburg (1802–1885), Abgeordneter der Frankfurter Nationalversammlung, des Reichstags im Norddeutschen Bund und im Deutschen Reich sowie des preußischen Herrenhaus
- Otto Graf von Keyserlingk (1818 / 1819–1872), Gutsbesitzer und Mitglied des Preußischen Herrenhaus, Kammerherr, Zeremonienmeister, Schlosshauptmann zu Königsberg[2]
- Robert Graf von Keyserlingk-Cammerau (1866–1959), deutscher Staatsrechtler, Ministerialdirektor und Mitbegründer der DNVP
- Walter Freiherr von Keyserlingk (1869–1946), deutscher Admiral, Marineattaché in St. Petersburg
- Wedig von Keyserlingk (1885–1968), deutscher Tachometerfabrikant